# CD single
Un CD Single (uneori abreviat la CDS) este o melodie single în forma unui disc standard, care nu trebuie confundat cu Mini CD-ul Single, ce utilizează un factor de formă mai mic. Formatul a fost introdus la mijlocul anilor 1980, dar nu și-a câștigat locul său în piață până la începutul anilor 1990. Odată cu creșterea descărcărilor digitale în anii 2000, vânzările de CD-uri single s-au diminuat.